# Пшемислав Титонь
Пшемислав Титонь (пол. Przemysław Tytoń, МФА: [pʂɛˈmɨswaf ˈtɨtɔɲ], нар. 4 січня 1987, Замостя) — польський футболіст, воротар нідерландського клубу «Твенте». Виступав у складі національної збірної Польщі.

## Клубна кар'єра
У дорослому футболі дебютував 2005 року виступами за команду клубу «Гурник» (Ленчна), в якій провів два сезони, взявши участь у 20 матчах чемпіонату. 
Своєю грою за цю команду привернув увагу представників тренерського штабу нідерландського клубу «Рода», до складу якого приєднався 2007 року. Відіграв за команду з Керкраде наступні чотири сезони своєї ігрової кар'єри.
2011 року перейшов до нідерландського ПСВ, в якому був резервним голкіпером. Сезон 2014/15 провів в оренді в Іспанії, де був основним воротарем команди «Ельче».
24 червня 2015 року було оголошено про перехід польського воротаря до німецького «Штутгарта».

## Виступи за збірну
2010 року дебютував в офіційних матчах у складі національної збірної Польщі. Наразі провів у формі головної команди країни 13 матчів.

## Титули і досягнення
- Володар Кубка Нідерландів (1):

ПСВ:  2011-12
- Володар Суперкубка Нідерландів (1):

ПСВ:  2012
- Чемпіон Нідерландів (1):

Аякс: 2021-22